# Pingshang, Yunnan
Pingshang (kinesiska: 坪上, 坪上镇) är en köping i Kina. Den ligger i provinsen Yunnan, i den sydvästra delen av landet, omkring 330 kilometer nordost om provinshuvudstaden Kunming.
Genomsnittlig årsnederbörd är 1 157 millimeter. Den regnigaste månaden är juli, med i genomsnitt 232 mm nederbörd, och den torraste är december, med 13 mm nederbörd.